# باريت غرين
باريت غرين (بالإنجليزية: Barrett Green)‏ هو لاعب كرة قدم أمريكية أمريكي، ولد في 29 أكتوبر 1977.

## وصلات خارجية
- باريت غرين على موقع مرجع كرة القدم المحترفة.كوم (الإنجليزية)